# Erioptera coolbyngga
Erioptera coolbyngga är en tvåvingeart som beskrevs av Günther Theischinger 1994. Erioptera coolbyngga ingår i släktet Erioptera och familjen småharkrankar. Inga underarter finns listade i Catalogue of Life.